# Jan Rudsutak
Jan Ernestovitj Rudsutak (russisk: Ян Эрнестович Рудзутак; lettisk: Jānis Rudzutaks; 3. august 1887 – 29. juli 1938) var en kommunistisk revolutionær og sovjetisk politiker. Rudsutak blev født i Kuldīga i den daværende provins Kurland i Rusland (i dag en del af Letland), som søn af en landarbejder.
I 1903 begyndte han at arbejde på en fabrik i Riga, og to år senere kom han med i Letlands socialdemokratiske arbejderparti. I 1907 blev Jan Rudsutak arresteret på grund af sit politiske arbejde og dømt til ti års tvangsarbejde. Han aftjente dele af straffen i Riga og resten i Butyrka-fængslet i Moskva, han blev løsladt efter Februarrevolutionen i 1917.
Efter at være blevet sat fri havde Rudsutak forskellige hverv i Sovjetunionens kommunistiske parti, statsadministrationen og fagforeningerne. Fra 1924 til 1934 var han folkekommisær for transport (dvs. transportminister) og i 1926 blev Rudsutak viceformand for rådet af folkekommisærer (dvs. vicestatsminister), en stilling han havde til 1937. Fra 1926 til 1932 var han også fuldt medlem af det mægtige Politbureau.
Jan Rudsutak blev arresteret 24. maj 1937, anklaget for Trotskisme og spionage for Nazi-Tyskland. Han blev dømt til døden i en mindre omtalt retssag og henrettet. I 1956 blev sagen mod Rudsutak undersøgt, han blev posthumt frikendt og fik symbolsk sit partimedlemskab tilbage. I sine memoirer påstod Anastas Mikojan at Lenin før sin død foreslog Rudsutak som generalsekretær for kommunistpartiet i stedet for Stalin, Mikojans memoarer er imidlertid det eneste sted hvor dette nævnes.